# Präfektur Gunma
Die Präfektur Gunma (japanisch 群馬県, Gunma-ken / Gumma-ken) ist eine der Präfekturen Japans. Sie liegt in der Region Kantō auf der Insel Honshū. Sitz der Präfekturverwaltung ist Maebashi.

## Geschichte
Die Gegend wurde schon früh besiedelt, wie die Iwajuku-Fundstelle (岩宿遺跡, Iwakuji iseki) und zahlreich anderer archäologischen Ausgrabungen belegen. Unter dem alten Koku/gun/ri-System (国郡里制 koku-gun-ri-sei, „Provinz/Kreis/Dorf-System“, siehe auch Ritsuryō) hieß die Gegend Provinz Kōzuke. Während des 12. bis 16. Jahrhunderts teilten sich verschiedene Kriegsherren das Gebiet, während in der Edo-Zeit einige Teile direkt vom Tokugawa-Shogunat kontrolliert wurden.
Eine erste Präfektur Gunma entstand 1871 bei der ersten Präfekturfusionswelle im Zuge der Ersetzung der feudalen Fürstentümer durch Präfekturen aus acht Präfekturen/Ex-Fürstentümern und bestand bis 1873, als Gunma Teil von Kumagaya wurde. Das heutige, zweite, nun mit Kōzuke deckungsgleiche Gunma entstand 1876 aus Teilen von Kumagaya und Tochigi. Namensgebend war als Sitz der Präfekturverwaltung der Landkreis Gunma. 1881 wurde die Hauptstadt aus Takasaki im Kreis West-Gunma nach Maebashi im Kreis Ost-Gunma verlegt. Bei der Einführung der deutsch beeinflussten heutigen Gemeinden 1889 wurde Gunma in 206 Städte und Dörfer eingeteilt.

## Wirtschaft
Die Präfektur Gunma, in der Subaru ansässig ist, ist ein Zentrum der Automobil-, Elektrogeräte- und Lebensmittelindustrie.

## Universitäten
Folgende Hochschulen/Universitäten (daigaku, engl. "universities", "colleges" etc.) sind in der Präfektur ansässig:
|    | Universität (English translation, name, German translation)                                                                                           | Trägerschaft | Ort           |
| -- | --- | ------------ | ------------- |
| 1  | Gunma University (Gunma daigaku, Universität Gunma)                                                                                                   | national     | Maebashi City |
| 2  | Takasaki City University of Economics (Takasaki keizai daigaku, Wirtschaftsuniversität Takasaki)                                                      | public       | Takasaki City |
| 3  | Maebashi Institute of Technology (Maebashi kōka daigaku, Technische Universität Maebashi)                                                             | public       | Maebashi City |
| 4  | Kyoai Gakuen University (Kyōai gakuen Maebashi kokuritsu daigaku, Internationale Kyōai-gakuen-Universität Maebashi)                                   | private      | Maebashi City |
| 5  | Takasaki University of Health and Welfare (Takasaki kenkō fukushi daigaku, Universität für Gesundheit und Sozialwesen Takasaki)                       | private      | Takasaki City |
| 6  | Jobu University (Jōbu daigaku, Jōbu-Universität) [Jōbu=Regionalkurzbezeichnung für Jōshū+Bushū]                                                       | private      | Isesaki City  |
| 7  | Gunma Prefectural Women's University (Gunma kenritsu joshi daigaku, Präfekturfrauenuniversität Gunma)                                                 | public       | Tamamura Town |
| 8  | Kanto Gakuen University (Kantō gakuen daigaku, Kantō-Gakuen-Universität)                                                                              | private      | Ōta City      |
| 9  | Takasaki University of Commerce (Takasaki shōka daigaku, Handelsuniversität Takasaki)                                                                 | private      | Takasaki City |
| 10 | Gunma Prefectural College of Health Sciences (Gunma kenritsu kenmin kenkō kagaku daigaku, Präfekturuniversität für Gesundheitswissenschaften Gunma)   | public       | Maebashi City |
| 11 | Gunma Paz College/Gunma Paz University (Gunma pāsu daigaku, Paz-Universität Gunma)                                                                    | private      | Takasaki City |
| 12 | Gunma University of Social Welfare/Gunma University of Health and Welfare Gunma (Gunma iryō fukushi daigaku, Universität für Medizin und Sozialwesen) | private      | Maebashi City |
|    | Kiryu University (Kiryū daigaku, Kiryū-Universität)                                                                                                   | private      | Midori City   |
|    | Ikuei University (Ikuei daigaku, Ikuei-Universität)                                                                                                   | private      | Takasaki City |

## Politik
- KPJ: 2
- Liberal Gunma (mit KDP): 5
- Reimei (令明): 4
- Drei weitere Fraktionen inkl. Ishin no kai: 3
- Kōmeitō: 3
- LDP: 33

Gouverneur von Gunma ist seit 2019 der ehemalige Rätehausabgeordnete Ichita Yamamoto. Bei der Gouverneurswahl im Juli 2023 wurde er mit LDP-Kōmeitō-Unterstützung gegen zwei Gegenkandidaten mit über 79 % der Stimmen für eine zweite Amtszeit wiedergewählt. Die Wahlbeteiligung sank auf einen neues Rekordtief von 29,7 %. Im regulär 50-köpfigen Parlament hält die LDP auch nach den letzten Wahlen im April 2023 mit 27 Sitzen eine klare Mehrheit.
Gunma ist ein „konservatives Königreich“ (hoshu ōkoku), also eine LDP-Hochburg, und die Heimatpräfektur der LDP-Parteivorsitzenden-Premierminister Fukuda, Nakasone und Obuchi, deren Nachkommen Tatsuo Fukuda, Hirofumi Nakasone, Yasutaka Nakasone und Yūko Obuchi auch heute noch für Gunma im nationalen Parlament sitzen. Dorthin wählt Gunma fünf Abgeordnete direkt ins Abgeordnetenhaus – 2024 gewann die LDP unverändert alle fünf Sitze – und zwei Abgeordnete ins Rätehaus, nach den Wahlen von 2019 und 2022 beide Liberaldemokraten.

Gemeindeübersicht der Präfektur Gunma

## Verwaltungsgliederung
Bei der Einführung der heutigen Gemeindeformen 1889 wurde Gunma in 206 Gemeinden eingeteilt, davon 171 Dörfer. Erst 1892 wurde mit Maebashi die erste Gemeinde zur Stadt erhoben. Die Zahl der Gemeinden sank in fast 100 Jahren von 208 (1920), über 97 (1955) auf derzeit 35 (seit Ende März 2010). Die aktuelle Gliederung weist 12 kreisfreie (-shi) und 15 kreisangehörige (-machi) Städte sowie ein 8 Dörfer (-mura) auf. Die Zahl der Landkreise (-gun) sank seit 1889 bis heute von 17 auf sieben.
In nachstehender Tabelle sind die Landkreise kursiv dargestellt, darunter jeweils (eingerückt) die Gemeinden innerhalb dieser. Die ersten beiden Ziffern des Gebietskörperschaftscodes sind wie überall der Präfekturschlüssel von Gunma, die dritte Stelle gibt wie überall die Gebietskörperschaftsart an. Die sieben Landkreise haben zwar seit den 1920er Jahren keine Bedeutung als Verwaltungseinheiten mehr, werden aber zur geographischen Einteilung weiterhin genutzt; ihnen wurden daher runde (durch 20 teilbare) Schlüssel zugeordnet, die 23 kreisangehörigen Gemeinden erhielten fortlaufend sich anschließende Schlüssel; durch Fusionen/Eingemeindungen/Aufwertungen zu -shi sind inzwischen aber vielerorts Lücken entstanden. Am Anfang der Tabelle stehen die kreisfreien Städte. Darunter ist mit der Hauptstadt Maebashi seit 2009 eine „Kernstadt“, chūkakushi, Takasaki folgte zwei Jahre später. „Ausnahmestädte“ (tokureishi) sind seit April 2007 Isesaki und Ōta.

| Code                                            | Name                        | Name       | Fläche (in km²)  | Bevölkerung      | Bevölkerungs- dichte (Ew./km²)3 |         |
| Code                                            | Rōmaji                      | Kanji      | 1. Oktober 20181 | 1. Oktober 20182 | 1. Oktober 20153                |         |
| ----------------------------------------------- | --------------------------- | ---------- | ---------------- | ---------------- | ------------------------------- | ------- |
| 10201                                           | Maebashi-shi                | 前橋市     | 311,59           | 334.261          | 336.154                         | 1078,83 |
| 10202                                           | Takasaki-shi                | 高崎市     | 459,16           | 369.733          | 370.884                         | 807,74  |
| 10203                                           | Kiryu-shi                   | 桐生市     | 274,45           | 109.850          | 114.714                         | 417,98  |
| 10204                                           | Isesaki-shi                 | 伊勢崎市   | 139,44           | 210.614          | 208.814                         | 1497,52 |
| 10205                                           | Ōta-shi                     | 太田市     | 175,54           | 221.514          | 219.807                         | 1252,18 |
| 10206                                           | Numata-shi                  | 沼田市     | 443,46           | 46.543           | 48.676                          | 109,76  |
| 10207                                           | Tatebayashi-shi             | 館林市     | 60,97            | 74.993           | 76.667                          | 1257,45 |
| 10208                                           | Shibukawa-shi               | 渋川市     | 240,27           | 75.453           | 78.391                          | 326,26  |
| 10209                                           | Fujioka-shi                 | 藤岡市     | 180,29           | 64.234           | 65.708                          | 364,46  |
| 10210                                           | Tomioka-shi                 | 富岡市     | 122,85           | 48.325           | 49.746                          | 404,93  |
| 10211                                           | Annaka-shi                  | 安中市     | 276,31           | 56.362           | 58.531                          | 211,83  |
| 10212                                           | Midori-shi                  | みどり市   | 208,42           | 49.984           | 50.906                          | 244,25  |
| 10340                                           | Kitagunma-gun               | 北群馬郡   | 48,38            | 36.164           | 35.409                          | 731,89  |
| 10344                                           | Shintō-mura                 | 榛東村     | 27,92            | 14.373           | 14.329                          | 513,22  |
| 10345                                           | Yoshioka-machi              | 吉岡町     | 20,46            | 21.791           | 21.080                          | 1030,3  |
| 10360                                           | Tano-gun                    | 多野郡     | 296,44           | 2.827            | 3.184                           | 10,74   |
| 10366                                           | Ueno-mura                   | 上野村     | 181,85           | 1.119            | 1.230                           | 6,76    |
| 10367                                           | Kanna-machi                 | 神流町     | 114,6            | 1.708            | 1.954                           | 17,05   |
| 10380                                           | Kanra-gun                   | 甘楽郡     | 365,81           | 21.372           | 22.743                          | 62,17   |
| 10382                                           | Shimonita-machi             | 下仁田町   | 188,38           | 6.795            | 7.564                           | 40,15   |
| 10383                                           | Nammoku-mura                | 南牧村     | 118,83           | 1.753            | 1.979                           | 16,65   |
| 10384                                           | Kanra-machi                 | 甘楽町     | 58,61            | 12.824           | 13.200                          | 225,22  |
| 10420                                           | Agatsuma-gun                | 吾妻郡     | 1278,55          | 53.643           | 56.391                          | 44,11   |
| 10421                                           | Nakanojo-machi              | 中之条町   | 439,28           | 15.918           | 16.850                          | 38,36   |
| 10424                                           | Naganohara-machi            | 長野原町   | 133,85           | 5.273            | 5.536                           | 41,36   |
| 10425                                           | Tsumagoi-mura               | 嬬恋村     | 337,58           | 9.542            | 9.780                           | 28,97   |
| 10426                                           | Kusatsu-machi               | 草津町     | 49,75            | 6.331            | 6.518                           | 131,02  |
| 10428                                           | Takayama-mura               | 高山村     | 64,18            | 3.509            | 3.674                           | 57,25   |
| 10429                                           | Higashiagatsuma-machi       | 東吾妻町   | 253,91           | 13.070           | 14.033                          | 55,27   |
| 10440                                           | Tone-gun                    | 利根郡     | 1322,23          | 32.953           | 34.731                          | 26,27   |
| 10443                                           | Katashina-mura              | 片品村     | 391,76           | 4.101            | 4.390                           | 11,21   |
| 10444                                           | Kawaba-mura                 | 川場村     | 85,25            | 3.557            | 3.647                           | 42,78   |
| 10448                                           | Shōwa-mura                  | 昭和村     | 64,14            | 7.138            | 7.347                           | 114,55  |
| 10449                                           | Minakami-machi              | みなかみ町 | 781,08           | 18.157           | 19.347                          | 24,77   |
| 10460                                           | Sawa-gun                    | 佐波郡     | 25,78            | 36.291           | 36.654                          | 1421,8  |
| 10464                                           | Tamamura-machi              | 玉村町     | 25,78            | 36.291           | 36.654                          | 1421,8  |
| 10520                                           | Ōra-gun                     | 邑楽郡     | 132,36           | 104.324          | 105.005                         | 793,33  |
| 10521                                           | Itakura-machi               | 板倉町     | 41,86            | 14.411           | 15.015                          | 358,7   |
| 10522                                           | Meiwa-machi                 | 明和町     | 19,64            | 10.969           | 11.044                          | 562,32  |
| 10523                                           | Chiyoda-machi               | 千代田町   | 21,73            | 11.103           | 11.318                          | 520,85  |
| 10524                                           | Ōizumi-machi                | 大泉町     | 18,03            | 41.692           | 41.202                          | 2285,19 |
| 10525                                           | Ōra-machi                   | 邑楽町     | 31,11            | 26.149           | 26.426                          | 849,44  |
|                                                 |                             |            |                  |                  |                                 |         |
| Shi-bu (All Shi, Anteil der kreisfreien Städte) | 市 部                       | 2892,74    | 1.661.866        | 1.678.998        | 580,42                          |         |
| Gun-bu (All Gun, Anteil der Landkreise)         | 郡 部                       | 3469,55    | 287.574          | 294.117          | 84,77                           |         |
|                                                 |                             |            |                  |                  |                                 |         |
| 10000                                           | Gunma-Ken (Präfektur Gunma) | 群馬県     | 6362,28          | 1.949.440        | 1.973.115                       | 310,13  |

Quellen

1Flächenangaben von 2018

2Geschätzte Bevölkerung (Estimated Population) 2018

3Ergebnisse der Volkszählung 2015

## Größte Orte
| VZ-Jahr     | Einwohner | Einwohner | Einwohner | Einwohner |
| 2015        | 2010      | 2005      | 2000      |           |
| ----------- | --------- | --------- | --------- | --------- |
| Takasaki    | 370.884   | 371.302   | 245.100   | 239.904   |
| Maebashi    | 336.154   | 340.291   | 318.584   | 284.155   |
| Ōta         | 219.807   | 216.465   | 213.299   | 147.906   |
| Isesaki     | 208.814   | 207.221   | 202.447   | 125.751   |
| Kiryu       | 114.714   | 121.704   | 128.037   | 115.434   |
| Shibukawa   | 78.391    | 83.330    | 47.961    | 48.761    |
| Tatebayashi | 76.667    | 78.608    | 79.454    | 79.371    |
| Fujioka     | 65.708    | 67.975    | 62.480    | 62.951    |
| Annaka      | 58.531    | 61.077    | 46.911    | 47.665    |
| Midori      | 50.906    | 51.899    | ——        | ——        |
| Tomioka     | 49.746    | 52.070    | 49.038    | 49.349    |
| Numata      | 48.676    | 51.265    | 53.177    | 46.339    |

* Im benannten Zeitraum entstand am 27. März 2006 die kreisfreie Stadt Midori aus drei kreisangehörigen Gemeinden.

## Bevölkerungsentwicklung der Präfektur
| Census- J a h r | Gesamt- Bevölkerung | männliche Bevölkerung | weibliche Bevölkerung | Geschlechter- verhältnis Männer auf 1000 Frauen | Fläche in km² | Bevölkerungs- dichte Einw. je km2 |
| --------------- | ------------------- | --------------------- | --------------------- | ----------------------------------------------- | ------------- | --------------------------------- |
| 1920            | 1.052.610           | 514.106               | 538.504               | 955                                             | 6315,28       | 166,7                             |
| 1925            | 1.118.858           | 548.633               | 570.225               | 962                                             | 6315,28       | 177,2                             |
| 1930            | 1.186.080           | 581.007               | 605.073               | 960                                             | 6335,82       | 187,2                             |
| 1935            | 1.242.453           | 606.779               | 635.674               | 955                                             | 6335,87       | 196,1                             |
| 1940            | 1.299.027           | 637.708               | 661.319               | 964                                             | 6335,87       | 205,0                             |
| 1945            | 1.546.081           | 723.804               | 822.277               | 880                                             | 6335,87       | 244,0                             |
| 1950            | 1.601.380           | 778.910               | 822.470               | 947                                             | 6334,12       | 252,8                             |
| 1955            | 1.613.549           | 781.607               | 831.942               | 940                                             | 6331,86       | 254,8                             |
| 1960            | 1.578.476           | 759.639               | 818.837               | 928                                             | 6349,96       | 248,6                             |
| 1965            | 1.605.584           | 778.916               | 826.668               | 942                                             | 6349,96       | 252,9                             |
| 1970            | 1.658.909           | 808.270               | 850.639               | 950                                             | 6355,61       | 261,0                             |
| 1975            | 1.756.480           | 859.364               | 897.116               | 958                                             | 6355,61       | 276,4                             |
| 1980            | 1.848.562           | 908.871               | 939.691               | 967                                             | 6355,61       | 290,9                             |
| 1985            | 1.921.259           | 947.013               | 974.246               | 972                                             | 6355,61       | 302,3                             |
| 1990            | 1.966.265           | 971.704               | 994.561               | 977                                             | 6363,18       | 309,0                             |
| 1995            | 2.003.540           | 989.610               | 1.013.930             | 976                                             | 6363,18       | 314,9                             |
| 2000            | 2.024.852           | 999.349               | 1.025.503             | 975                                             | 6363,16       | 318,2                             |
| 2005            | 2.024.135           | 996.346               | 1.027.789             | 969                                             | 6363,16       | 318,1                             |
| 2010            | 2.008.068           | 988.019               | 1.020.049             | 969                                             | 6362,33       | 315,6                             |
| 2015            | 1.973.115           | 973.283               | 999.832               | 973                                             | 6362,28       | 310,1                             |

## Sehenswürdigkeiten und Landmarken (Auswahl)

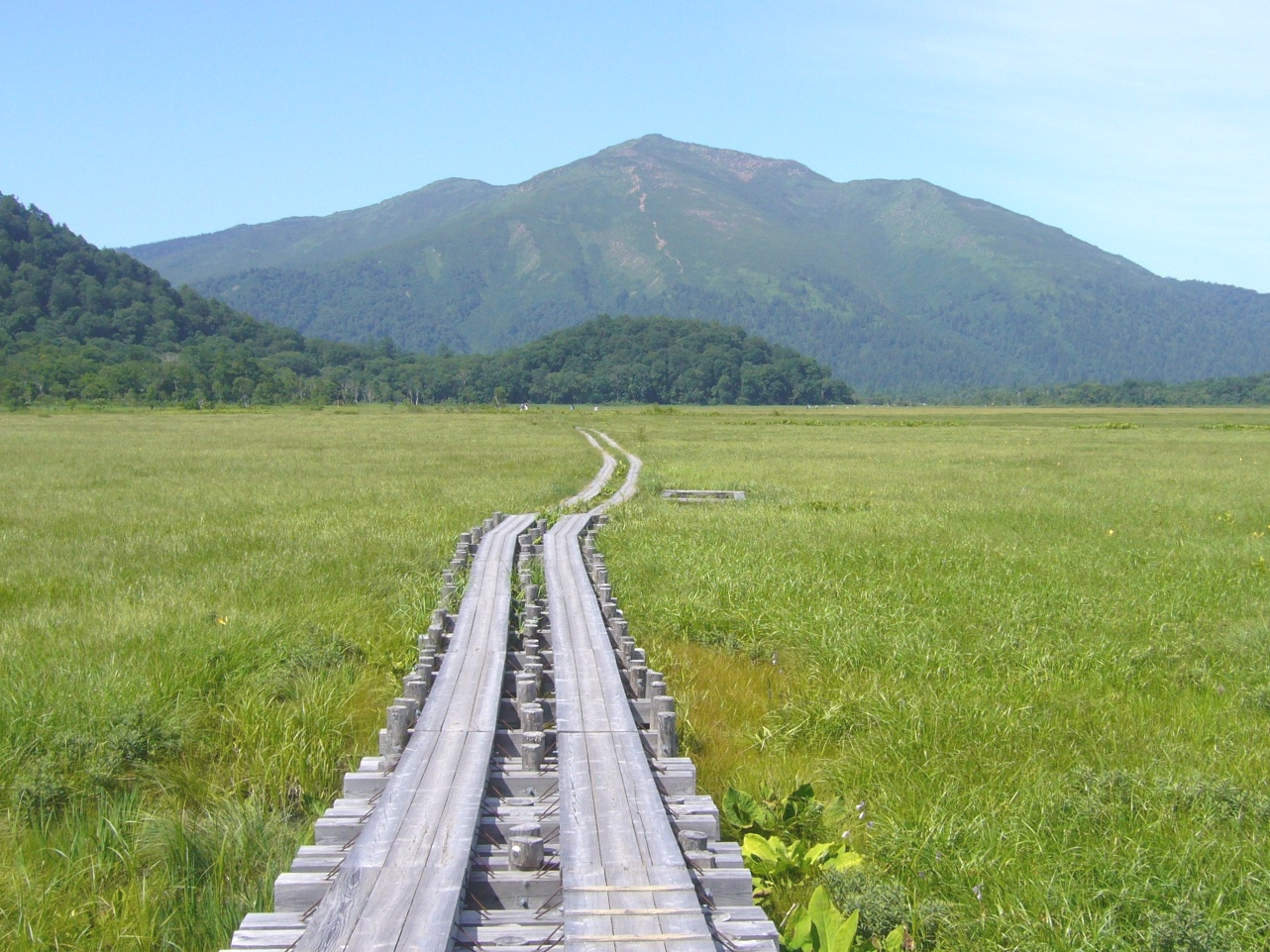
Moorgebiet Ozegahara im Oze-Nationalpark
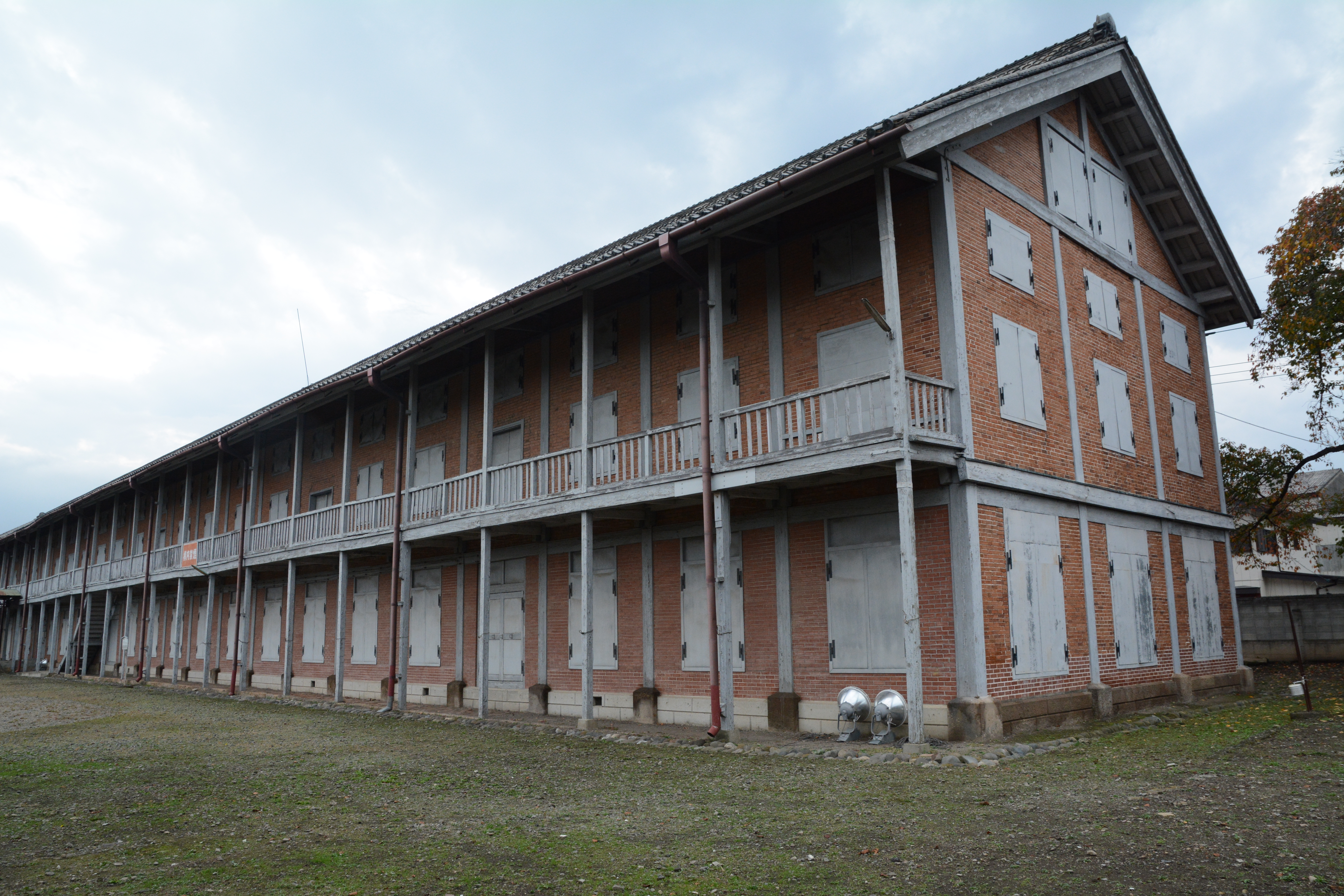
Seidenfabrik in Tomioka